# 小行星7432
小行星7432是一颗围绕太阳公转的小行星。1993年4月23日，艾倫·C·吉爾摩、潘蜜拉·M·基爾馬汀在蒂卡普湖发现了此天体。
这颗小行星的绝对星等为287.54908等。